# Indeks ksiąg nienapisanych
Indeksy ksiąg nienapisanych – spisy bibliograficzne ksiąg, które nie zostały napisane. Indeksy ksiąg nienapisanych powstawały i cieszyły się sporą popularnością w Europie w końcu XVII wieku. Powstały w odpowiedzi na składane przez barokowych uczonych obietnice i deklaracje, które dotyczyły wielkich i wspaniałych dzieł, nad jakimi rzekomo pracują i zamierzają wydać. Ponieważ podobnych obietnic było wiele, uznano, że przydałoby się je usystematyzować.
Prototypem indeksu ksiąg nienapisanych było dzieło Johannesa Stephanusa Stollbergerusa, który w 1626 r. wydał w Norymberdze katalog książek, które zamierza w przyszłości napisać (najprawdopodobniej zrobił to dla żartu; większość z owych dzieł nigdy nie powstała).
W końcu XVII w. Niemiec Georg Hieronim Welschius stworzył pierwszą syntetyczną bibliografię wszystkich dzieł obiecanych i wydał ją jako Catalogus Librorum Ineditorum (Katalog Ksiąg Niewydanych).
Naśladowcą Welschiusa był Holender Theodor Jansson van Almeloveen, który w 1692 r. wydał dzieło Bibliotheca Promissa (Biblioteka Przyrzeczona), spis alfabetyczny i uzupełniony względem bibliografii Welschiusa. 
W 1699 r. Rudolf Martin Meelfuhrer wydał Accessiones, tom uzupełnień do spisu Almeloveena. Równocześnie obiecał, że wkrótce opracuje od podstaw wielki katalog uwzględniający całość dostępnego materiału. Katalog nigdy się nie ukazał, przez co sam stał się kolejną księgą nienapisaną.